# Minik Wallace
Minik Wallace (født 1890, død 29. oktober 1918) var en inuit, der blev bragt til USA fra Grønland sammen med fem andre inuitter i 1897 af den amerikanske opdagelsesrejsende Robert Peary.

## De tidligste år
Minik blev født i Grønland blandt Inughuitterne, den nordligste stamme af grønlandske inuitter. Han kom til at kende Robert Peary da amerikaneren ansatte medlemmer fra Miniks stamme på en af sine mange ekspeditioner til Arktis.

## Til USA
Minik blev sammen med sin far, Qisuk, og fire andre medlemmer af sin stamme bragt til det naturhistoriske museum American Museum of Natural History i New York af Robert Peary i 1897. De blev ikke bragt til USA mod deres vilje men de seks inuitter var ikke helt klar over formålet med deres rejse; nogle ville se de fremmede steder og andre tog med for at være sammen med deres familiemedlemmer i gruppen. Peary lovede dem alle at de kunne vende tilbage til Grønland, hvis de ville. Men ved ankomsten til museet blev det klart at de, sammen med en meteorit som Peary mente havde videnskabelig betydning, var ting der skulle studeres og udstilles som dyr i en zoologisk have. Der var ikke nogen planer for hvordan de skulle leve i New York eller for hvordan de skulle komme tilbage til Grønland.

## Miniks fars krop
De voksne inuitter blev smittet af tuberkulose, og døde alle. En af de første der døde var Miniks far, Qisuk. Minik bad om at hans far kunne få en ordentlig begravelse, med de traditionelle ritualer som kun Minik selv kunne opføre. Der var dog allerede planer om at konservere Qisuk's krop til videre undersøgelse – undersøgelser som ville være umulige hvis han blev begravet. Museets kuratorer besluttede sig for at foretage en falsk begravelse af Qisuk. De fyldte en kiste med sten hvorpå de lagde en udstoppet "krop" dækket under et klæde, og begravede kisten mens Minik så på.
Efter alle de voksne inuitters død var Minik forældreløs og blev senere adopteret af museets chefkurator William Wallace, som gav ham hans efternavn. Qisuk's krop blev sendt til Wallace's ejendom, hvor han havde et værksted hvor han arbejdede med diverse biologiske arters skeletter, og der blev kødet fjernet og skelettet blev efterfølgende stillet op på museet som "en polareskimos skelet". Minik's adoptivfar gjorde sig meget umage for at skjule dette faktum for ham. På trods at dette skrev flere af New Yorks aviser et par år senere om ironien i at Miniks fars skelet var opsat på museet, og historien blev rapporteret vidt omkring.
Miniks bønner til museets ledere, og den omtale som sagen fik, bar dog ikke frugt; hans fars krop blev ikke frigivet.

## Retur til Grønland
Efter til sidst at have opgivet at få frigivet sin fars krop, vendte Minik sig i stedet mod Peary for i det mindste at lade ham selv rejse hjem. Peary og hans lejr lavede til sidst de nødvendige arrangementer og fik Minik sendt tilbage til Grønland. Selvom de repræsenterede historien som at de havde sendt ham tilbage "belæsset med gaver", fandt Kenn Harper klare beviser på at Minik blev sendt hjem kun medbringende det tøj han havde på.
Minik havde glemt sit sprog og meget af sin kultur, og hans tid på Grønland bragte mange nye problemer. Hans folk tog ham tilbage og lærte ham de evner han behøvede; han blev endda en dygtig jæger. Han arbejdede også som guide og tolk for besøgende, og spillede en nøglerolle i den ellers mislykkede Crocker Land Expedition i 1913. Dette sidste møde med amerikanske besøgende viste sig at være endnu et vendepunkt, da Minik besluttede sig for at vende tilbage til USA i 1916.

## Retur til USA og død
Tilbage i USA arbejdede Minik i en række forskellige erhverv, og fandt til sidst arbejde på en træfabrik i Stratford, New Hampshire. Hans arbejdsgiver, Afton Hall, tog ham under sine vinger og inviterede ham til at bo hos sin familie. Minik blev, ligesom mange andre af Hall's familie og ansatte, ramt af influenzaepidemien i 1918. Han døde 29. oktober 1918. Minik er begravet på Indian Stream kirkegården i Pittsburg.

## Faderens nye begravelse
Overbevist om at Qisuk og de tre andre Inuitters kroppe stadig kunne og burde returneres til Grønland, arbejdede Kenn Harper sig vej igennem modstanden fra Museum of Natural History (som satte sig imod at genåbne sagen) og to regeringsagenturer før han endelig i 1993 kunne stå foran en ny grav i Qaanaaq i det nordlige Grønland og se den ceremoni som Minik blev nægtet næsten et århundrede tidligere.